# 321P/SOHO
321P/SOHO est une comète périodique du système solaire, découverte le 1er mai 1997 par l'observatoire spatial SOHO.